# Sint-Radegundiskapel
De Sint-Radegundiskapel is een deels uit de kalkrosten gehouwen gebouw, op de Sainte-Radegonde-heuvelwand, ten oosten van het historische stadscentrum van de Franse stad Chinon.

## Geschiedenis

### Oude heidense cultus

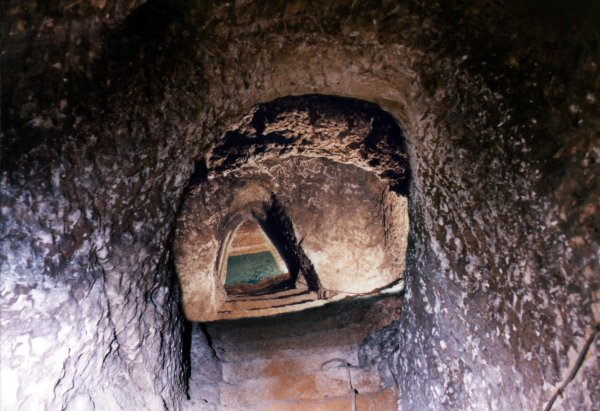
In de rotsen uitgegraven bron aan de achterzijde van de Sint-Radegundiskapel.

In de oudheid was de site een heidense cultusplaats rond een in de rotsen uitgegraven bron aan de achterzijde van de huidige kapel: er werden geneeskrachtige eigenschappen voor de ogen toegeschreven aan het water dat werd opgeschepte tijdens de Sint-Jansnacht (Midzomerfeest).

### Christelijk kluizenaarsverblijf
De site werd in de 6e eeuw gechristianiseerd toen Johannes van Chinon, een heilige kluizenaar, zich vestigde om zich van de wereld af te zonderen. Ondanks alles bekend omwille van zijn reputatie als wijze man connu, werd hij door Sint Radegundis geraadpleegd voordat ze haar klooster in Poitiers oprichtte, hetgeen verklaart waarom de kapel aan haar is gewijd.

### De ontwikkeling van de kapel
Het gebouw kreeg zijn huidige vorm in de 12e of aan het begin van de 13e eeuw. Het schip van de kapel werd rechtstreeks in de rots uitgehouwen en gedragen door twee monolithische zuilen. Het werd voorafgegaan door een tweede schip dat uit steen was gebouwd, bedekt met een dak met een enkele helling, verdwenen ten tijde van de Franse Revolutie: deze ruimte is nu omgevormd tot een tuin.

### Muurschilderingen

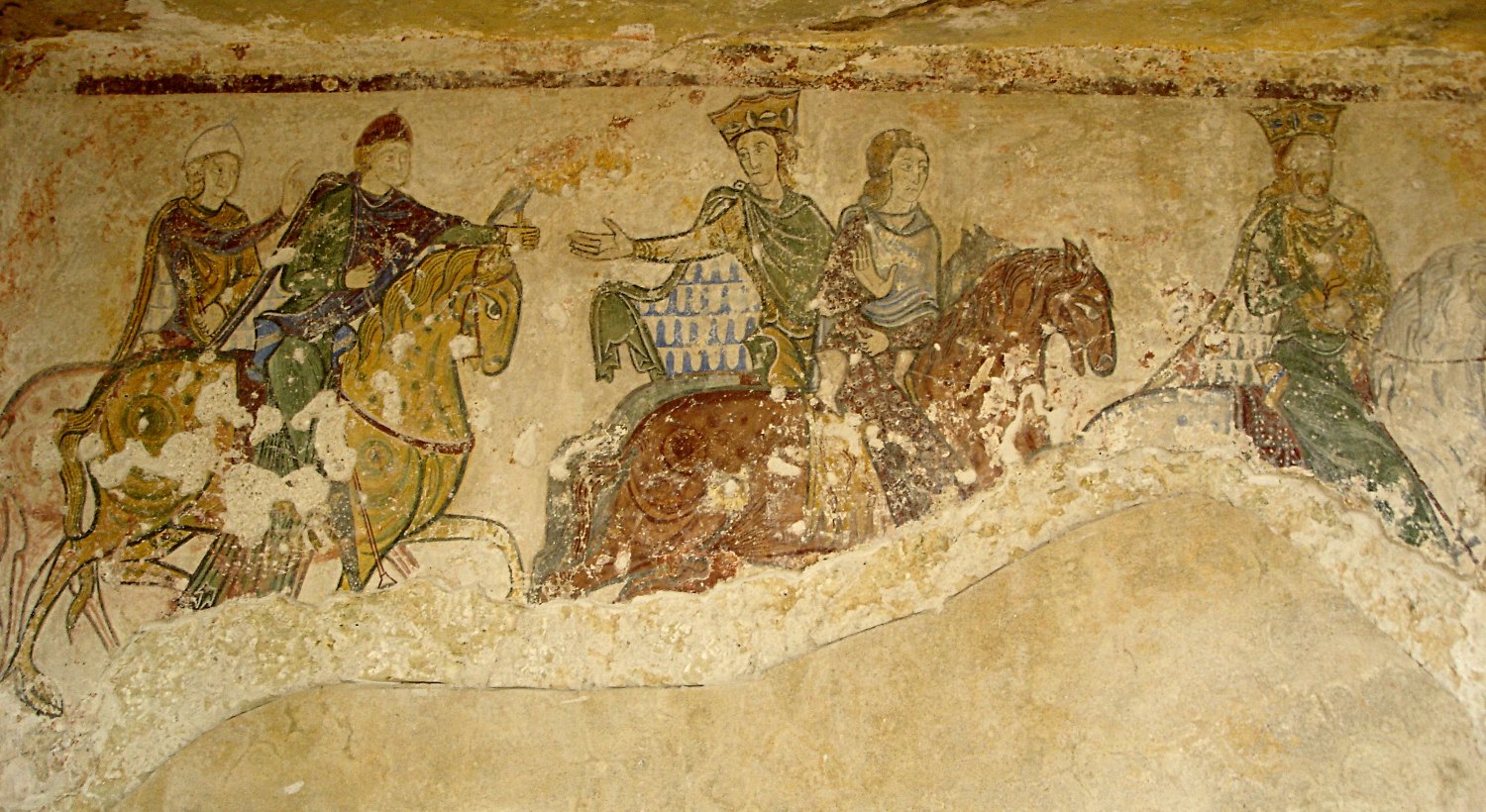
Koninklijke jachtpartij (fresco in de Sint-Radegundiskapel).

Het uit de rotsen gehouwen schip is in verschillende periodes van muurschilderingen voorzien. De oudste muurschilderingen dateren van het einde van de 12e eeuw, toen de Plantagenets over Chinon heersten.
De belangrijkste van deze muurschilderingen is een fresco, aangebracht op het bovenste deel van de noordelijke muur, in de vroege jaren 1960 ontdekt, waarin een "koninklijke jachtpartij" bestaand uit vijf ruiters is afgebeeld. De eerste en de derde  ruiter dragen een kroon, terwijl de vierde op zijn gehandschoende vuist een roofvogel, waarschijnlijk een valk, draagt. Veel auteurs hebben zich beziggehouden met de identificatie van de personages van het fresco, in de veronderstelling dat de ruiters voorstellingen van leden van de familie Plantagenet zijn: de gekroonde figuren zou Hendrik II Plantagenet en Eleanora van Aquitanië, of hun oudste zoon, Hendrik de Jongere, die in 1170 werd gekroond, kunnen voorstellen.

### Plundering, herstel, bescherming
De kapel werd tijdens de Hugenotenoorlogen geplunderd, waarbij de relieken van de heilige Johannes van Chinon werden vernietigd. De kapel werd in de 17e eeuw gerestaureerd: een reeks muurschilderingen van het verhaal uit de tijd van Johannes van Chinon, die in een uit de rotsen gehouwen kluis woonde in de buurt van de kapel, van de heilige Radegundis werden nu gecreëerd. Deze reeks muurschilderingen, in de 19e eeuw gerestaureerd, is nu erg beschadigd.
De kapel werd tijdens de Franse Revolutie als nationaal goed verkocht en werd vervolgens voor bijna een eeuw omgevormd tot woning. De site werd in 1878 door Elizabeth Charre, een rijke Chinonaise, aangekocht die zich tot doel had gesteld om het terug om te vormen tot een plaats van aanbidding. Uit deze periode dateren de gisant van de kluizenaar Johannes van Chinon, de inboedel (altaren en beelden), de schilderijen van de apsis met de beeltenis van Christus in Zijn heerlijkheid met de symbolen van de evangelisten.
In 1957 werd de site door de stad Chinon aangekocht, die het beheer toevertrouwde aan het lokale geleerdengenootschap les Amis du Vieux Chinon. Tijdens de werkzaamheden voor de restauratie van de site, werd de bron herontdekt (die in de 19e eeuw was opgevuld geraakt met afval) en het fresco van de "koninklijke jachtpartij".
De kapel en haar muurschilderingen werden in 1967 geklasseerd als monument historique. Het fresco van de "koninklijke jachtpartij" onderging in 1969 een eerste restauratie en vervolgens in 2006 een reiniging en beschermlaag.